# Список послов России в Эритрее
В статье представлен список послов России в Эритрее.

## Хронология дипломатических отношений
- 24 мая 1993 года — установлены дипломатические отношения.
- Июнь 1994 года — открыто посольство России в Асмэре.
- 1996 год — открыто посольство Эритреи в Москве.

## Список послов
| Срок полномочий                    | Посол                      | Годы жизни | Вручение верительных грамот |
| ---------------------------------- | -------------------------- | ---------- | --------------------------- |
| 12 мая 1995 — 5 мая 1999           | Рашид Абдулович Ибрагимов  | род. 1944  |                             |
| 6 августа 1999 — 24 сентября 2004  | Александр Степанович Облов | 1934—2017  |                             |
| 24 сентября 2004 — 25 февраля 2009 | Николай Иванович Труцук    | род. 1946  |                             |
| 25 февраля 2009 — 19 января 2015   | Игорь Николаевич Чубаров   | род. 1947  |                             |
| 19 января 2015 — 17 мая 2021       | Азим Алаудинович Ярахмедов | род. 1960  | 14 августа 2015             |
| 17 мая 2021 — 25 марта 2025        | Игорь Николаевич Мозго     | род. 1959  | 23 июня 2022                |
| 25 марта 2025 — настоящее время    | Олег Владимирович Петренко | род. 1970  |                             |